# Acacia ligustrina
Acacia ligustrina é uma espécie de leguminosa do gênero Acacia, pertencente à família Fabaceae.